# Cernina
Cernina es un municipio del distrito de Svidník en la región de Prešov, Eslovaquia, con una población estimada a final del año 2024 de 573 habitantes.
Se encuentra ubicado en el centro-norte de la región, cerca del río Ondava (cuenca hidrográfica del río Tisza) y de la frontera con  Polonia.

## Demografía
| Año        | 1994 | 2004    | 2014    | 2024    |
| ---------- | ---- | ------- | ------- | ------- |
| Población  | 605  | 588     | 586     | 573     |
| Diferencia |      | −2,80 % | −0,34 % | −2,21 % |

| Año        | 2023 | 2024    |
| ---------- | ---- | ------- |
| Población  | 579  | 573     |
| Diferencia |      | −1,03 % |